# Műemléki jelentőségű terület
Műemléki jelentőségű terület az épületek, műtárgyak együttese (pl. köztéri szobrok) és a hozzájuk tartozó ingatlanok minden olyan csoportja, melyet megtartásra érdemesnek és védetté nyilvánítottak. E területbe olyan elemek (pl. épületek) is beletartozhatnak, melyek egyedileg nem műemlékek. A műemléki jelentőségű terület lehet köztér, ipari vagy közlekedési terület, körülhatárolásában fontos szerepet játszik az adott terület történelme, a település szerkezete, összképe, tájjal való kapcsolata. Ezeket is védi a műemléki jelentőségű terület megnevezés.
Ugyanígy nevezik a földfelszínnek vagy az adott településnek azt a részét, amely alatt elpusztult, de műemléki jelentőségű épület, építmény, település maradványai vannak. Feltárásra és bemutatásra érdemesek, és védetté is nyilvánították.

## Külső hivatkozások
- Restaurátorok a műemlékvédelemről